# Tour de Ski 2008-2009
Navigation
2007-2008 2009-2010
La 3e édition du Tour de Ski se déroule du 27 décembre 2008 au 4 janvier 2009. Cette compétition est intégrée à la Coupe du monde de ski de fond 2008-2009 et est organisée par la Fédération internationale de ski. Les sept étapes de ce Tour constituent un parcours entamé à Oberhof (Allemagne) avant de faire étape à Prague puis Nové Město na Moravě (République tchèque) et Val di Fiemme (Italie). Le Suisse Dario Cologna remporte la course masculine disputée sur 102 km tandis que la Finlandaise Virpi Kuitunen s'impose à l'issue des 60 km, pour la seconde fois après l'édition 2006-2007.

## Parcours et calendrier
Oberhof (Allemagne) :
- 27 décembre : prologue, technique libre, départ individuel, 2,5 km (femmes) et 3,75 km (hommes).
- 28 décembre : poursuite, technique classique, départ avec handicap, 10 km (femmes) et 15 km (hommes).

Prague (République tchèque) :
- 29 décembre : sprint, technique libre, qualifications puis finales, 1,3 km (hommes et femmes).

Nové Město na Moravě (République tchèque) :
- 31 décembre: distance, technique classique, départ individuel, 10 km (femmes) et 15 km (hommes).
- 1er janvier: sprint, technique libre, qualifications puis finales, 1,2 km (femmes et hommes).

Val di Fiemme (Italie) :
- 3 janvier: distance, technique classique, départ en masse, 10 km (femmes) et 20 km (hommes).
- 4 janvier: final, technique libre, départ avec handicap, 9 km (femmes) et 10 km (hommes).

## Classement final
| Rang | Nom                    | Temps             |
| ---- | ---------------------- | ----------------- |
| 1    | Dario Cologna          | 2 h 56 min 05 s 4 |
| 2    | Petter Northug         | 2 h 57 min 04 s 4 |
| 3    | Axel Teichmann         | 2 h 57 min 08 s 2 |
| 4    | Giorgio di Centa       | 2 h 57 min 27 s 2 |
| 5    | Vassili Rotchev        | 2 h 57 min 36 s 4 |
| 6    | Jean-Marc Gaillard     | 2 h 57 min 44 s 5 |
| 7    | Pietro Piller Cottrer  | 2 h 57 min 58 s 1 |
| 8    | Martin Johnsrud Sundby | 2 h 58 min 11 s 7 |
| 9    | Eugeni Dementiev       | 2 h 58 min 19 s 2 |
| 10   | Sami Jauhojärvi        | 2 h 58 min 21 s 8 |
| 11   | Lukáš Bauer            | 2 h 58 min 26 s 2 |
| 12   | Jaak Mae               | 2 h 58 min 27 s 0 |
| 13   | Jens Filbrich          | 2 h 58 min 46 s 9 |
| 14   | Eldar Roenning         | 2 h 58 min 53 s 1 |
| 15   | Toni Livers            | 2 h 58 min 54 s 7 |
| 16   | Maxim Vylegzhanin      | 2 h 59 min 10 s 6 |
| 17   | Aivar Rehemaa          | 2 h 59 min 12 s 6 |
| 18   | Vincent Vittoz         | 2 h 59 min 16 s 4 |
| 19   | Nikolay Chebotko       | 2 h 59 min 46 s 2 |
| 20   | Andrus Veerpalu        | 2 h 59 min 50 s 6 |

| Rang | Nom                     | Temps             |
| ---- | ----------------------- | ----------------- |
| 1    | Virpi Kuitunen          | 2 h 06 min 41 s 4 |
| 2    | Aino-Kaisa Saarinen     | 2 h 06 min 48 s 6 |
| 3    | Petra Majdic            | 2 h 07 min 15 s 9 |
| 4    | Justyna Kowalczyk       | 2 h 08 min 02 s 5 |
| 5    | Marianna Longa          | 2 h 08 min 17 s 9 |
| 6    | Therese Johaug          | 2 h 09 min 01 s 4 |
| 7    | Anna Haag               | 2 h 09 min 07 s 9 |
| 8    | Kristin Stoermer Steira | 2 h 09 min 33 s 2 |
| 9    | Arianna Follis          | 2 h 09 min 17 s 0 |
| 10   | Marit Bjørgen           | 2 h 09 min 53 s 8 |
| 11   | Riitta-Liisa Roponen    | 2 h 10 min 06 s 0 |
| 12   | Pirjo Muranen           | 2 h 10 min 23 s 7 |
| 13   | Stefanie Boehler        | 2 h 10 min 45 s 9 |
| 14   | Valentina Shevchenko    | 2 h 10 min 48 s 0 |
| 15   | Sara Renner             | 2 h 11 min 33 s 1 |
| 16   | Claudia Nystad          | 2 h 11 min 47 s 9 |
| 17   | Katrin Zeller           | 2 h 12 min 04 s 7 |
| 18   | Evgenia Medvadeva       | 2 h 12 min 09 s 0 |
| 19   | Olga Rotcheva           | 2 h 13 min 12 s 8 |
| 20   | Larisa Kurkina          | 2 h 13 min 18 s 6 |

## Évolution du classement
|                 | Classement général  | Classement général | Classement du sprint | Classement du sprint | Classement par nation |
| --------------- | ------------------- | ------------------ | -------------------- | -------------------- | --------------------- |
| Femme           | Homme               | Femme              | Homme                |                      | Classement par nation |
| Prologue        | Claudia Nystad      | Axel Teichmann     | Claudia Nystad       | Axel Teichmann       | Allemagne             |
| Distance        | Virpi Kuitunen      | Dario Cologna      | Claudia Nystad       | Axel Teichmann       | Norvège               |
| 1er sprint      | Arianna Follis      | Dario Cologna      | Arianna Follis       | Tor Arne Hetland     | Norvège               |
| Distance        | Virpi Kuitunen      | Dario Cologna      | Arianna Follis       | Tor Arne Hetland     | Norvège               |
| 2e sprint       | Aino-Kaisa Saarinen | Dario Cologna      | Arianna Follis       | Tor Arne Hetland     | Norvège               |
| Départ en masse | Virpi Kuitunen      | Dario Cologna      | Petra Majdic         | Tor Arne Hetland     | Norvège               |
| Final           | Virpi Kuitunen      | Dario Cologna      | Petra Majdic         | Tor Arne Hetland     | Norvège               |